# Чучхесон
Чучхесон — ідеологічна доктрина, розроблена в Південній Кореї в 1960-х. Основа ідеології чучхесон — корейські культурні й національні традиції, які повинні синтезуватися із західними відкриттями у галузі науки та техніки
. Згідно з головними постулатами чучхесон, мораль повинна бути традиційною, а в свою чергу економіка сучасною. Ідеологічна доктрина «чучхесон» (сам собі господар) є основною доктриною сучасної Південної Кореї, автором доктрини «чучхесон» є президент Південної Кореї Пак Чон Хі.
Теоретики чучхесон звертають увагу на національну особливість південнокорейського шляху розвитку, виділяючи фактори, що визначають цю виключність: національна єдність, національний дух, унікальність корейської народної культури. Принцип чучхесон лежить в основі корейського типу демократії. Це визначає концепцію єдиновладдя (характерну для конфуціанської доктрини), ідеї націоналізму із опорою на народні культурні цінності й революційне перетворення людини з метою національного згуртування. Ідеологія чучхесон передбачає формування сильної держави, що спирається на самобутність та безкомпромісний суверенітет
. Як зазначають дослідники, південнокорейська «чучхесон» стала основою формування ідеології «чучхе», але в умовах супертоталітарної комуністичної та де-факто монархічної диктатури КНДР.